# 心情HIGH翻天
《心情HIGH翻天》，日本音樂組合大和美姬丸的第9張單曲和代表作之一。2006年5月3日發行。

## 簡介
《心情HIGH翻天》被同時用作大和美姬丸親自出演的DARIYA化妝品產品「PALTY」的電視廣告歌曲、東京電視台節目《SUKI BARA》的結束歌曲、音樂線上銷售網站music.jp的電視廣告歌曲。是罕有的擁有三個商業搭配的歌曲。
Oricon統計總銷量超過13萬張，獲得日本唱片協會的金唱片認證，是大和美姬丸首張獲得金唱片認證的單曲。可以說是大和美姬丸的成名歌曲。《HEY!HEY!HEY!MUSIC CHAMP》介紹這首歌之後，在Oricon首次進入前十位。之後，大和美姬丸首次被邀請上《MUSIC STATION》演出。
在下載方面的成績更加驚人，手機片段下載次數達到100萬次以上。所以下載方式下載次數高達150萬次以上。是2006年日本iTunes歌曲下載第2位。
2006年世界盃足球賽日本隊曾使用「心情HIGH翻天～日本應援版～」作為應援歌。同年被邀請上第57回日本紅白歌合戰演唱這首歌。
2020年，該歌曲被翻唱武士道和三次元製作多媒體企劃電視動畫《D4DJ》的插曲使用。
2022年，該歌曲被翻唱作為P.A.WORKS製作的電視動畫《派對咖孔明》的片尾曲使用。

## 收錄曲目

### CD
1. 心情HIGH翻天（気分上々↑↑）
作詞：mitsuyuki miyake / hiroko；作曲：Shifo&Genki Hibino / mitsuyuki miyake
2. The 7 Wonders
作詞、作曲:mitsuyuki miyake
3. 心情HIGH翻天 (Instrumental)
4. The 7 Wonders (Instrumental)

### DVD
※初回盤附錄
1. 心情HIGH翻天(promotion video)
2. DARIYA「PALTY」TV-CM Making
3. DARIYA「PALTY」TV-CM

## 榮譽
- 2006年第48回日本唱片大賞金賞
- 日本有線大賞有線音樂賞

## 外部連結
- 唱片介紹